# Cordyline
Cordyline é um género botânico pertencente à família Asparagaceae.

## Espécies
A espécie Cordiline terminalis ocorre como subespontânea no Brasil, sendo originária das ilhas do pacífico. Em inglês, a espécie recebe a denominação de Ti-root, pois de suas raízes tostadas se faz um chá. A folhagem pode ser verde, purpúrea ou variegada com ambas estas cores. É citada sua ocorrencia no Brasil já na Flora Brasiliensis, de Martius (1876).